# Yponomeuta mayumivorella
Yponomeuta mayumivorella is een vlinder uit de familie van de stippelmotten (Yponomeutidae). De wetenschappelijke naam van de soort werd in 1931 gepubliceerd door Matsumura.